# Liste der slowakischen Orden und Ehrenzeichen
Diese Liste gibt einen Überblick über die slowakischen Orden und Ehrenzeichen.

## Erste Republik(1939–1945)
- Kriegs-Siegesorden (1939)
- Tapferkeitsmedaille (1939)
- Militär-Verdienstmedaille (1939)

Wappen der Ersten Slowakischen Republik

- Erinnerungsmedaille für die Verteidigung der Slowakei (1939)
- Fürst-Pribina-Orden (1940)
- Orden vom Slowakischen Kreuz auch Hlinka-Orden genannt (1940)
- Erinnerungsabzeichen für den Feldzug gegen die Sowjetunion (1943)
- Slowakische Fliegerabzeichen (1943)
- Orden vom Slowakischen Nationalaufstand (1945)
- Orden Heldentum in der Arbeit (1945)

## Zweite Republik(seit 1993)

Wappen der Zweiten Slowakischen Republik

- Orden des Weißen Doppelkreuzes (1994)
- Ľudovít-Štúr-Orden (1994)
- Andrej-Hlinka-Orden (1994)
- Pribina-Kreuz (1994)
- Milan-Rastislav-Štefánik-Kreuz (1994)
- Luftwaffen-Verdienstmedaille (1994)
- Medaille für Friedenseinsätze (1996)
- Tapferkeitsmedaille (1997)